# Cleòpatra II
Cleòpatra II (en llatí Cleopatra, en grec antic Κλεοπάτρα, circa 185 aC - 116 aC) fou reina d'Egipte de la Dinastia Ptolemaica.
Era filla de Ptolemeu V Epífanes i de Cleòpatra I. Després de la mort de la seva mare el 176 aC es va casar amb son germà Ptolemeu VI Filomètor circa el 173 aC. El selèucida Antíoc IV Epífanes va envair Egipte el 170 aC, i Ptolemeu i Cleòpatra van ser fets presoners. Quan els romans van obligar Antíoc a retirar-se, va establir a Ptolemeu VI i Cleòpatra II com a reis vassalls a Memfis el 5 d'octubre del 170, per oposar-los al seu germà Ptolemeu VIII Evergetes II que s'havia proclamat rei a Alexandria. El 169 aC els tres germans van acordar governar junts, i encara que Antíoc va tornar el mateix any, es va haver de retirar altra vegada sota pressió romana i els tres germans van compartir el poder, segons diu Justí.
El 164 aC Ptolemeu VIII va expulsar a son germà i germana del poder, però ambdós el van recuperar el 163 aC restablerts pels legats romans, i Evergetes va rebre el regne de Cirene. Els dos germans van seguir cogovernant fins a la mort de Ptolemeu VI, quan Cleòpatra va assolir la regència del seu fill de 16 anys Ptolemeu VII Neofilopàtor.
Sota una gran pressió política feta pels romans es va haver de casar amb el seu germà Ptolemeu Evergetes de Cirene conegut per Fiscó, el 144 aC, que havia portat un exèrcit a la capital. El mateix dia del casament el jove fill de Cleòpatra II va ser assassinat, i ella apartada del poder tot i que va mantenir bones relacions amb el seu germà-espòs amb el que va tenir un fill anomenat Ptolemeu Memfita.
El 142 aC Evergetes es va casar amb la seva neboda, filla de Cleòpatra II i de Ptolemeu VI, Cleòpatra III, probablement sense divorciar-se de Cleòpatra II.
El 131 aC una revolució va enderrocar a Evergetes i a Cleòpatra III i va portar al poder a Cleòpatra II. Llavors alguns historiadors pensen que va governar sola i altres que va proclamar rei a Ptolemeu Memfita, el fill que havia tingut amb Evergetes. Però el rei enderrocat va aconseguir fer assassinar al seu propi fill i enviar els trossos a la mare que en tot cas va conservar el poder com a única reina. Va intentar casar-se amb Demetri II Nicàtor i buscar la protecció de Síria (cap a l'any 129 aC) però va ser enderrocada i va haver de fugir a Síria el 127 aC. Evergetes es va presentar a Alexandria i va reclamar el tron que va obtenir fàcilment, ja que entre els que havien enderrocat a Cleòpatra hi havia una part dels seus partidaris.
El 124 aC Cleòpatra II i son germà Evergetes es van reconciliar i possiblement va governar associada a son germà-espòs i a la seva filla i dona-germana del rei, situació que va durar fins al 116 aC en què Evergetes va morir i va deixar el regne a la seva dona Cleòpatra III. Cleòpatra II va morir poc abans o després dins el mateix any 116 aC.